# Mikel San José Domínguez
Mikel San José Domínguez (Pamplona, 1989. május 30.) spanyol labdarúgó, jelenleg a Birmingham City játékosa középhátvéd poszton.

## Klubpályafutása
San José az Athletic Bilbao ifjúsági csapatainál járta be szakmai létráját, először a Juvenil B, majd a 2006–07-es szezontól kezdve a Juvenil A csapatban játszott, ahol 27-szer lépett pályára és öt gólt szerzett.
2007 augusztusában, 18 éves korában hároméves szerződést írt alá a Liverpoollal, ezután 2007–08-ban és 2008–09-ben rendszeres játéklehetőséget kapott a tartalékcsapatban .
2009 augusztusában San José visszatért a Bilbaóhoz, ahová egy szezonra kölcsönadták, hogy az első csapatnál szerezzen tapasztalatokat. Az első csapatban a 12-es mezt kapta meg, bemutatkozó mérkőzését 2009. szeptember 17-én játszotta az FK Austria Wien elleni, a baszkok számára 3–0-s győzelemmel végződött hazai mérkőzésen a 2009–2010-es Európa-liga csoportkörében. San José hangot adott csalódásának, hogy nem kapott elég lehetőséget az első csapatban, és annak, hogy ha a helyzet nem javul elgondolkodik kölcsönszerződésének lerövidítésén és 2010 januárjában vagy visszatér a Liverpoolhoz, vagy más csapathoz szerződik. Végül is helyett kapott a csapatban a spanyol bajnokság első osztályában, a Racing de Santander elleni, 2–0 arányban megnyert mérkőzésen az utolsó percben becserélték.
2020. szeptember 21-én jelentették be, hogy az angol Birmingham City játékosa lett.

## Nemzetközi pályafutása
San José tagja volt annak a 19 éven alatti spanyol válogatott csapatnak, mely 2007 júliusában megnyerte a 2007-es U19-es labdarúgó-Európa-bajnokságot. Miután ebben a korcsoportban 16 mérkőzésen kapott játéklehetőséget, 2009 elején előre lépett a 21 éven alattiak spanyol válogatottjába.

## Statisztikái

### Klub
| Teljesítmény klubjában | Teljesítmény klubjában | Teljesítmény klubjában             | Bajnokság                      | Bajnokság | Kupa         | Kupa         | Nemzetközi | Nemzetközi | Összesen | Összesen |
| Szezon                 | Klub                   | Bajnokság                          | Mérk.                          | Gól       | Mérk.        | Gól          | Mérk.      | Gól        | Mérk.    | Gól      |
| Spanyolország          | Spanyolország          | Spanyolország                      | Bajnokság                      | Bajnokság | Copa del Rey | Copa del Rey | Európa     | Európa     | Összesen | Összesen |
| ---------------------- | ---------------------- | ---------------------------------- | ------------------------------ | --------- | ------------ | ------------ | ---------- | ---------- | -------- | -------- |
| 2006–07                | Athletic Club          | División de Honor Juvenil          | 27                             | 5         | –            | –            | –          | –          | 27       | 5        |
| Anglia                 | Anglia                 | Anglia                             | Bajnokság                      | Bajnokság | FA-kupa      | FA-kupa      | Európa     | Európa     | Összesen | Összesen |
| 2007–08                | Liverpool              | Angol tartalékliga (Barclays-liga) |                                |           | –            | –            | –          | –          |          |          |
| 2008–09                | Liverpool              | Angol tartalékliga (Barclays-liga) |                                |           | –            | –            | –          | –          |          |          |
| Spanyolország          | Spanyolország          | Spanyolország                      | Bajnokság                      | Bajnokság | Copa del Rey | Copa del Rey | Európa     | Európa     | Összesen | Összesen |
| 2009–10                | Athletic Club          | Primera División                   | 25                             | 1         | 0            | 0            | 5          | 2          | 30       | 3        |
| Összesen               | Spanyolország          | Spanyolország                      | \|\|\|\|\|\|\|\|\|\|\|\|\|\|\| |           |              |              |            |            |          |          |
| Összesen               | Anglia                 | Anglia                             | \|\|\|\|\|\|\|\|\|\|\|\|\|\|   |           |              |              |            |            |          |          |
| Karrierje összesen     | Karrierje összesen     | Karrierje összesen                 | \|\|\|\|\|\|\|\|\|\|\|\|\|\|\| |           |              |              |            |            |          |          |

## Díjai

### Válogatott
- Spanyol U19-es labdarúgó-válogatott
  - U19-es labdarúgó-Európa-bajnokság: 2007
- Spanyol U21-es labdarúgó-válogatott
  - U21-es labdarúgó-Európa-bajnokság: 2011